# Adalberone di Würzburg
Adalberone di Würzburg (1010 circa – Lambach, 6 ottobre 1090) fu l'ultimo conte di Lambach-Wels e nel 1045 vescovo di Würzburg.

## Biografia
Era figlio del conte Arnoldo II di Wels-Lambacher dei conti di Formbach, nell'attuale Alta Austria, e della contessa franca Reginlint. Dopo gli studi nella scuola del Duomo di Würzburg, entrò al servizio di Enrico III. Questi lo nominò nel 1045 successore di Bruno di Würzburg nella sede episcopale di Würzburg.
Il vescovo Adalberone fece proseguire i lavori, iniziati da San Bruno di Würzburg, del Duomo di Würzburg e colse l'iniziativa per la costruzione della Chiesa della Collegiata di Neumünster (1058–1063). I ricercatori gli attribuiscono iniziative pionieristiche nella riforma della vita della Chiesa. Con le riforme benedettine di Ckuny, di Gorze e quella di Hirsau ebbe stretti rapporti. Da Gorze fece venire il monaco Egberto, che come rinnovatore dell'Abbazia di Münsterschwarzach aveva dato prova di grande efficacia. Egberto era stato anche fino al 25 novembre 1077 abate nel monastero benedettino di Neustadt sul Meno. L'influenza della riforma si diffuse fino al monastero di Harsefeld al nord ed a quelli di Lambach e di Melk. Un tipo analogo di riforma dei monasteri benedettini fu adottato da Adalberone nella sua sede di origine a Lambach. Nel 1057 la Collegiata dei Santi Pietro, Paolo e Stefano di Würzburg fu affidata da Adalberone ai monaci benedettini di Münsterschwarzach.
Dopo la morte di Enrico III Adalberone intensificò il suo impegno a corte e nel regno, come nei Sinodi e si distinse come consigliere e arbitro. Nel 1066 unì in matrimonio Enrico IV con la promessa sposa, Berta di Susa. Insieme ad altri principi, Adalberone mediò nel 1075 la pace di Spira.
Nell'immediatamente successiva lotta per le investiture Adalberone si batté, con tutte le conseguenze del caso, dalla parte di papa Gregorio VII e prese posizione contro Enrico IV. 
Gregorio si era volto contro la prassi secondo la quale i vescovi venivano nominati dal sovrano locale e non dal Papa. Il contrasto sul tema si acuì e con il sinodo di Worms del 24 gennaio 1076 Enrico dichiarò dimesso papa Gregorio, invitando i romani ad eleggere un nuovo pontefice. Papa Gregorio rispose infliggendo ad Enrico la scomunica e sciogliendo in tal modo i sudditi di Enrico dall'obbligo di prestargli fedeltà, per cui Enrico dovette subire l'umiliazione di Canossa (27-27 gennaio 1077). Con la riconciliazione dei contendenti al castello di Canossa il precedente rapporto di dipendenza dei vescovi dal re fu ribadito.

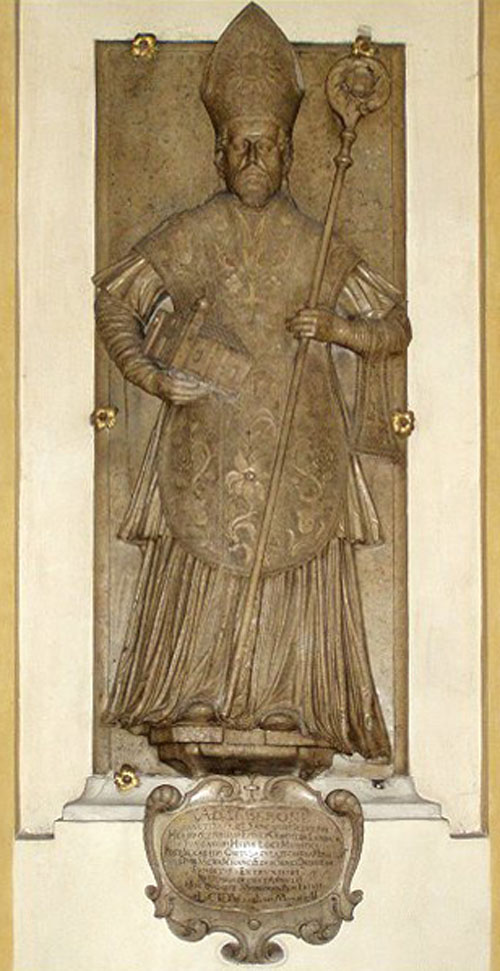
Lastra tombale di Sant'Adalberone nella chiesa del monastero di Lambach

Con altri prìncipi Adalberone nel 1077 proclamò il duca Rodolfo di Svevia nuovo re. Ma i concittadini di Würzburg erano rimasti fedeli ad Enrico ed impedirono ad Adalberone il rientro in città. Enrico IV nominò quindi per Würzburg un anti-vescovo nella persona di Mainardo di Rothenburg prima e quella di Emerardo poi. Adalberone rifiutò ogni mediazione: avrebbero potuto ucciderlo ma non si sarebbe piegato. Nella primavera del 1085 egli fu proclamato destituito dal sinodo di Magonza e dovette andarsene in esilio.
Nel 1086 Rodolfo lo riportò a Würzburg da dove però fu nuovamente cacciato. Adalberone, rimasto fedele al papa, fu cofondatore dell'Abbazia di Zwiefalten in Svevia e fu accolto nel suo monastero di Lambach ove morì e fu sepolto nella chiesa dedicata al suoi amico di gioventù, il vescovo e santo Altmann di Passavia.

## Culto
Subito dopo la morte fu venerato nella sua patria dell'Alta Austria come santo. Il suo culto a Schwarzach a Main è attestato fin dal XVII secolo.
Nel 1883 papa Leone XIII lo proclamò ufficialmente santo. Nella chiesa collegiale di Neumünster a Würzburg è allestito dal 1948 un reliquiario che contiene il femore di Adalberone. Inoltre egli è ricordato in Würzburg da una chiesa neoromanica a lui dedicata.

## Successione apostolica
La successione apostolica è:
- Arcivescovo Gebeardo di Salisburgo (1060)